# Episodi de I giorni di Bryan (prima stagione)
La prima stagione della serie televisiva I giorni di Bryan è andata in onda negli Stati Uniti dal 13 settembre 1965 al 16 maggio 1966 sulla NBC.
| nº | Titolo originale                         | Prima TV USA      | Titolo italiano | Prima TV Italia |
| -- | ---------------------------------------- | ----------------- | --------------- | --------------- |
| 1  | The Cold, Cold War of Paul Bryan         | 13 settembre 1965 |                 |                 |
| 2  | The Girl Next Door Is a Spy              | 20 settembre 1965 |                 |                 |
| 3  | Someone Who Makes Me Feel Beautiful      | 27 settembre 1965 |                 |                 |
| 4  | How to Sell Your Soul for Fun and Profit | 1º ottobre 1965   |                 |                 |
| 5  | Never Pick Up a Stranger                 | 8 ottobre 1965    |                 |                 |
| 6  | Our Man in Limbo                         | 22 ottobre 1965   |                 |                 |
| 7  | Where Mystery Begins                     | 29 ottobre 1965   |                 |                 |
| 8  | The Savage Season                        | 8 novembre 1965   |                 |                 |
| 9  | This Town for Sale                       | 15 novembre 1965  |                 |                 |
| 10 | A Girl Named Sorrow                      | 22 novembre 1965  |                 |                 |
| 11 | The Voice of Gina Milan                  | 29 novembre 1965  |                 |                 |
| 12 | The Time of the Sharks                   | 6 dicembre 1965   |                 |                 |
| 13 | Make the Angels Weep                     | 13 dicembre 1965  |                 |                 |
| 14 | Journey into Yesterday                   | 27 dicembre 1965  |                 |                 |
| 15 | Strangers at the Door                    | 3 gennaio 1966    |                 |                 |
| 16 | Carnival Ends at Midnight                | 10 gennaio 1966   |                 |                 |
| 17 | The Rediscovery of Charlotte Hyde        | 24 gennaio 1966   |                 |                 |
| 18 | The Night of the Terror                  | 31 gennaio 1966   |                 |                 |
| 19 | Keep My Share of the World               | 7 febbraio 1966   |                 |                 |
| 20 | In Search of April                       | 14 febbraio 1966  |                 |                 |
| 21 | Hoodlums on Wheels                       | 21 febbraio 1966  |                 |                 |
| 22 | Who's Watching the Fleshpot?             | 7 marzo 1966      |                 |                 |
| 23 | Sequestro (1)                            | 14 marzo 1966     |                 |                 |
| 24 | Sequestro (2)                            | 21 marzo 1966     |                 |                 |
| 25 | Don't Count on Tomorrow                  | 28 marzo 1966     |                 |                 |
| 26 | The Cruel Fountain                       | 4 aprile 1966     |                 |                 |
| 27 | Night Train from Chicago                 | 11 aprile 1966    |                 |                 |
| 28 | The Last Safari                          | 25 aprile 1966    |                 |                 |
| 29 | The Savage Machines                      | 2 maggio 1966     |                 |                 |
| 30 | The Sadness of a Happy Time              | 16 maggio 1966    |                 |                 |

## The Cold, Cold War of Paul Bryan
- Prima televisiva: 13 settembre 1965
- Diretto da: Robert Butler, Leslie H. Martinson
- Scritto da: Frank Fenton, Roy Huggins

### Trama
- Guest star: Robert Loggia (generale Carlos Perez), Ned Romero (maggiore Miguel Del Rio), Celeste Holm (Margot Hurst), Eric Braeden (Eric Hurst), Katharine Ross (Laura Beaumont), Mary Lawrence (Mrs. Beaumont), Ted Knight (Sam Billings), Carl Esmond (Otto Hiltz), Jacqueline Beer (Jeannine Manet), Jacques Bergerac (Louis Manet), Stephen McNally (Phil Beaumont)

## The Girl Next Door Is a Spy
- Prima televisiva: 20 settembre 1965

### Trama
- Guest star: Britt Semand (Anna), Walter Friedel (Interrogator), Diana Hyland (Ellen Henderson), Robert Knapp (Riessler), Maya Van Horn (Proprietaria), Walter Janowitz (Chemist), Macdonald Carey (Joseph Appleton)

## Someone Who Makes Me Feel Beautiful
- Prima televisiva: 27 settembre 1965
- Diretto da: Leslie H. Martinson
- Scritto da: Judith Barrows, Robert Guy Barrows

### Trama
- Guest star: Maureen Leeds (Mrs. Jansen), Alex Montoya (dottore), Fernando Lamas (Ramon de Vega), Henry Beckman (Jansen), Mark Miranda (ragazzo), Tippi Hedren (Jessica Braden)

## How to Sell Your Soul for Fun and Profit
- Prima televisiva: 1º ottobre 1965

### Trama
- Guest star: Jeremy Slate (Pete Gaffney), David Lewis (American Counsel), Eric Braeden (Janos Takacs), Gia Scala (Marika Takacs), Telly Savalas (Istvan Zabor)

## Never Pick Up a Stranger
- Prima televisiva: 8 ottobre 1965
- Diretto da: Leslie H. Martinson
- Soggetto di: Roy Huggins

### Trama
- Guest star: George Mitchell (Joseph Wagner), Vaughn Taylor (Henry Sloan), Brenda Scott (Kathy Sloan), Barry Sullivan (sceriffo Trumbull), Betty Bronson (Alma Sloan), Don Brodie (Impiegato di corte), Michael Stanwood (Eddie), Gregg Palmer (vice Morgan), Len Wayland (John Hardy), Russell Thorson (giudice Andy Harris), Paul Newlan (dottor Lewis), Grace Lee Whitney (Millie)

## Our Man in Limbo
- Prima televisiva: 22 ottobre 1965
- Diretto da: Leslie H. Martinson
- Scritto da: Paul Tuckahoe
- Soggetto di: Roy Huggins

### Trama
- Guest star: Janine Gray (Erica Voss), Macdonald Carey (Michael Allen)

## Where Mystery Begins
- Prima televisiva: 29 ottobre 1965
- Diretto da: Leslie H. Martinson
- Scritto da: Roy Huggins

### Trama
- Guest star: Ian Wolfe (dottor Stanley Brickow), Walter Brooke (esaminatore), Keith Andes (Martin Shaw), Cyril Delevanti (giudice Kleiner), Booth Colman (pubblico ministero), Dana Wynter (Louise Brode)

## The Savage Season
- Prima televisiva: 8 novembre 1965
- Diretto da: Richard Benedict
- Scritto da: Frank Fenton
- Soggetto di: Roy Huggins

### Trama
- Guest star: Lyle Talbot (Steven Blakely), Henry Silva (Carl Torre), Jill Haworth (Judy Collins), Harold Stone (Augie Zeno), Leslie Summers (segretario/a), Quinn O'Hara (compagno), Leslie Perkins (Shirley Bare), Gene Evans (Jim Seaborne)

## This Town for Sale
- Prima televisiva: 15 novembre 1965
- Diretto da: Richard Benedict
- Scritto da: George Kirgo
- Soggetto di: Chester Krumholz

### Trama
- Guest star: Sharon Hugueny (Mary Ellison), Paul Fix (Farrell), Mary Ann Mobley (Clarke Newell), R. G. Armstrong (Edward Loomis), Anthony Hayes (Neddie Loomis), James Whitmore (capitano Jim Holland)

## A Girl Named Sorrow
- Prima televisiva: 22 novembre 1965

### Trama
- Guest star: Ina Balin (Lisa Sorrow), Eric Braeden (David Navan)

## The Voice of Gina Milan
- Prima televisiva: 29 novembre 1965
- Diretto da: William Hale
- Scritto da: John W. Bloch
- Soggetto di: Philip Saltzman

### Trama
- Guest star: Vinton Hayworth (dottor Fraser), Michele Montau (Hélène Delmore), Renzo Cesana (Derek Wolf), Frances Fong (Mitzi Kuan), Al Checco (tassista), Linda Watkins (Madame Tenati), Yuki Tani (Suzuki), Susan Strasberg (Gina Milan)

## The Time of the Sharks
- Prima televisiva: 6 dicembre 1965

### Trama
- Guest star: Steve Carlson (Doc), Dolores Dorn (Elizabeth Rankin), Tony Bill (Charlie Carson), Melodie Johnson (Carol), Bernie Hamilton (J.C.), Howard Keel (Hardie Rankin)

## Make the Angels Weep
- Prima televisiva: 13 dicembre 1965
- Diretto da: Leslie H. Martinson
- Scritto da: John T. Dugan
- Soggetto di: Roy Huggins

### Trama
- Guest star: Carol Lawrence (Rosina Fielding), Alberto Morin (Sebastian), Anne Seymour (Mrs. Fielding)

## Journey into Yesterday
- Prima televisiva: 27 dicembre 1965

### Trama
- Guest star: Anthony Ghazlo (Native Chief), Ken Renard (Warago), Harold Fong (Harold), James Forrest (Carl Hague)

## Strangers at the Door
- Prima televisiva: 3 gennaio 1966
- Diretto da: Stuart Rosenberg
- Scritto da: Tom Allen

### Trama
- Guest star: Robert Drivas (Bret), Trevor Bardette (coltivatore), Kelly Corcoran (Dickie Hannagan), George Chandler (Fred Mackey), Burt Mustin (ubriaco), Tim Graham (postino), Billy M. Greene (Hobo), John Francis (Hobo), Zara Cully (anziana), Jim Boles (Tramp), Lynn Carey (Patsy Hannagan)

## Carnival Ends at Midnight
- Prima televisiva: 10 gennaio 1966
- Scritto da: Boris Sobelman

### Trama
- Guest star: Victoria Vetri (Carmen), Edy Williams (danzatore watusi), Anne Helm (Molly Pierce), Tom Allen (Thomas Bledsoe), Stella Garcia (ragazza brasiliana), Inez Pedroza (ragazza), Anna Mizraki (Isabella), Edward Colmans (ufficiale di polizia), Carlos Rivas (Thug), Peter Lawford (Larry Carter)

## The Rediscovery of Charlotte Hyde
- Prima televisiva: 24 gennaio 1966
- Diretto da: William Hale
- Scritto da: Harold Gast
- Soggetto di: Roy Huggins

### Trama
- Guest star: Ted Roter (ispettore), Wolfe Barzell (gioielliere), Fernando Lamas (Ramon de Vega), Denny Miller (Kyle), Émile Genest (giudice), Gena Rowlands (Charlotte Hyde)

## The Night of the Terror
- Prima televisiva: 31 gennaio 1966

### Trama
- Guest star: Charles Aidman (Christopher), Donnelly Rhodes (Harry Blunt), Sharon Farrell (Jenny), Maggie Thrett (Brenda), Nancy Marshall (Sue)

## Keep My Share of the World
- Prima televisiva: 7 febbraio 1966
- Scritto da: John W. Bloch

### Trama
- Guest star: Louise Troy (Katerina Ghiatis), Athan Karras (Oreste), Phillip Pine (Paolo Bracci), Jeremy Slate (Pete Gaffney), Rossano Brazzi (Alex Staphos)

## In Search of April
- Prima televisiva: 14 febbraio 1966
- Diretto da: Stuart Rosenberg
- Scritto da: Alvin Sargent
- Soggetto di: Roy Huggins

### Trama
- Guest star: Don Galloway (Von Rhine), Gail Bonney (Mrs. Simms), Don Rickles (Leo Mazinov), William Lundigan (David Phillips), K. T. Stevens (Mrs. Phillips), Larry D. Mann (dottor Mann), George Furth (Osborne Parquette III), Carol Lynley (April Martin)

## Hoodlums on Wheels
- Prima televisiva: 21 febbraio 1966
- Scritto da: Halsted Welles

### Trama
- Guest star: Marsha Hunt (Mrs. Southworth), James Oliver (Oregon), Karen Jensen (Elke Southworth), Norman Grabowski (Mickey Mouse), Stuart Anderson (Smoky), Hinton Pope (agente di polizia statale), Leslie Perkins (Velva), John Drew Barrymore (Goebels)

## Who's Watching the Fleshpot?
- Prima televisiva: 7 marzo 1966
- Diretto da: Leslie H. Martinson
- Scritto da: Roy Huggins

### Trama
- Guest star: Jeff Corey (Abe Lincoln), Nicholas Colasanto (Benno Capalupo), Jocelyn Lane (Brigitte Lemaire), Eve Arden (Mame Huston), Nadia Sanders (Poucette Clement), Maurice Marsac (Delgado), Thordis Brandt (Else Brandy), Davey Davison (Marcia Huston), Bobby Darin (Mark Shepherd)

## Sequestro (1)
- Prima televisiva: 14 marzo 1966
- Diretto da: Richard Benedict
- Scritto da: A. Martin Zweiback

### Trama
- Guest star: David Mauro (Blanco), Marianna Hill (Marta), Harry Guardino (Enzo), Sal Mineo (Yanio)

## Sequestro (2)
- Prima televisiva: 21 marzo 1966
- Diretto da: Richard Benedict
- Scritto da: A. Martin Zweiback

### Trama
- Guest star: Sal Mineo (Yanio), Harry Guardino (Enzo), Marianna Hill (Marta), David Mauro (Blanco)

## Don't Count on Tomorrow
- Prima televisiva: 28 marzo 1966
- Scritto da: E. Arthur Kean

### Trama
- Guest star: Frank Obershall (Comandante Sicurezza), Peter Brocco (dottore), Michael Constantine (colonnello Shoner), Roddy McDowall (Gyula Bognar)

## The Cruel Fountain
- Prima televisiva: 4 aprile 1966

### Trama
- Guest star: Murray Hamilton (dottor Raphael), Tom Stern (Tony Bell), Robert Pine (Allan Frazer), Jan Sterling (Clara Mallory), Jeff Scott (conducente), Amentha Dymally (cameriera), Johnny Aladdin (fattorino), Kai Hernandez (impiegato), Kathryn Hays (Belle Frazer)

## Night Train from Chicago
- Prima televisiva: 11 aprile 1966
- Diretto da: Paul Freeman
- Soggetto di: Jo Swerling, Jr.

### Trama
- Guest star: Louise Sorel (Elizabeth), Robert Osterloh (Frank Nemo), Phil Arnold (Jerry), Brock Peters (tenente Wallace), Don Kennedy (omicida), S. John Launer (conducente), John McCann (poliziotto), Ollie O'Toole (impiegato dell'hotel), Cosmo Sardo (Steward), Bobby Johnson (Porter), Dale Johnson (ufficiale), Anthony Brand (chitarrista), Nicky Blair (tassista), Diana Muldaur (Rita), Chris Alcaide (uomo)

## The Last Safari
- Prima televisiva: 25 aprile 1966
- Diretto da: Abner Biberman
- Scritto da: John W. Bloch, Mel Goldberg
- Soggetto di: Roy Huggins

### Trama
- Guest star: Leslie Nielsen (Mark Foster), Lesley Ann Warren (Julie Foster), Abraham Sofaer (O'Connor), Jean Durand (Ahmed)

## The Savage Machines
- Prima televisiva: 2 maggio 1966

### Trama
- Guest star: Brendan Dillon (Rudy), Jeremy Slate (Pete Gaffney), Sally Ann Howes (Rhona Darrell), Edward Mulhare (Clive Darrell)

## The Sadness of a Happy Time
- Prima televisiva: 16 maggio 1966
- Diretto da: Alf Kjellin
- Scritto da: John W. Bloch
- Soggetto di: Patrick Kennedy

### Trama
- Guest star: Lili Valenty (Senora Breda), Eumenio Blanco (Bakery Vendor), Stephen McNally (Mike Allen), Michael Stanwood (Henry Kalb), Don Diamond (Esteban), Claudine Longet (Nicole Longet)